# Puchar Świata w lotach narciarskich 2023/2024
Puchar Świata w lotach narciarskich 2023/2024 – 27. edycja Pucharu Świata w lotach narciarskich (stanowiącego część Pucharu Świata w skokach narciarskich), która rozpoczęła się 23 lutego 2024 konkursem duetów w Oberstdorfie, a zakończyła się 24 marca 2024 konkursem indywidualnym w Planicy. Całe zawody wygrał Austriak, Daniel Huber.

## Zwycięzca

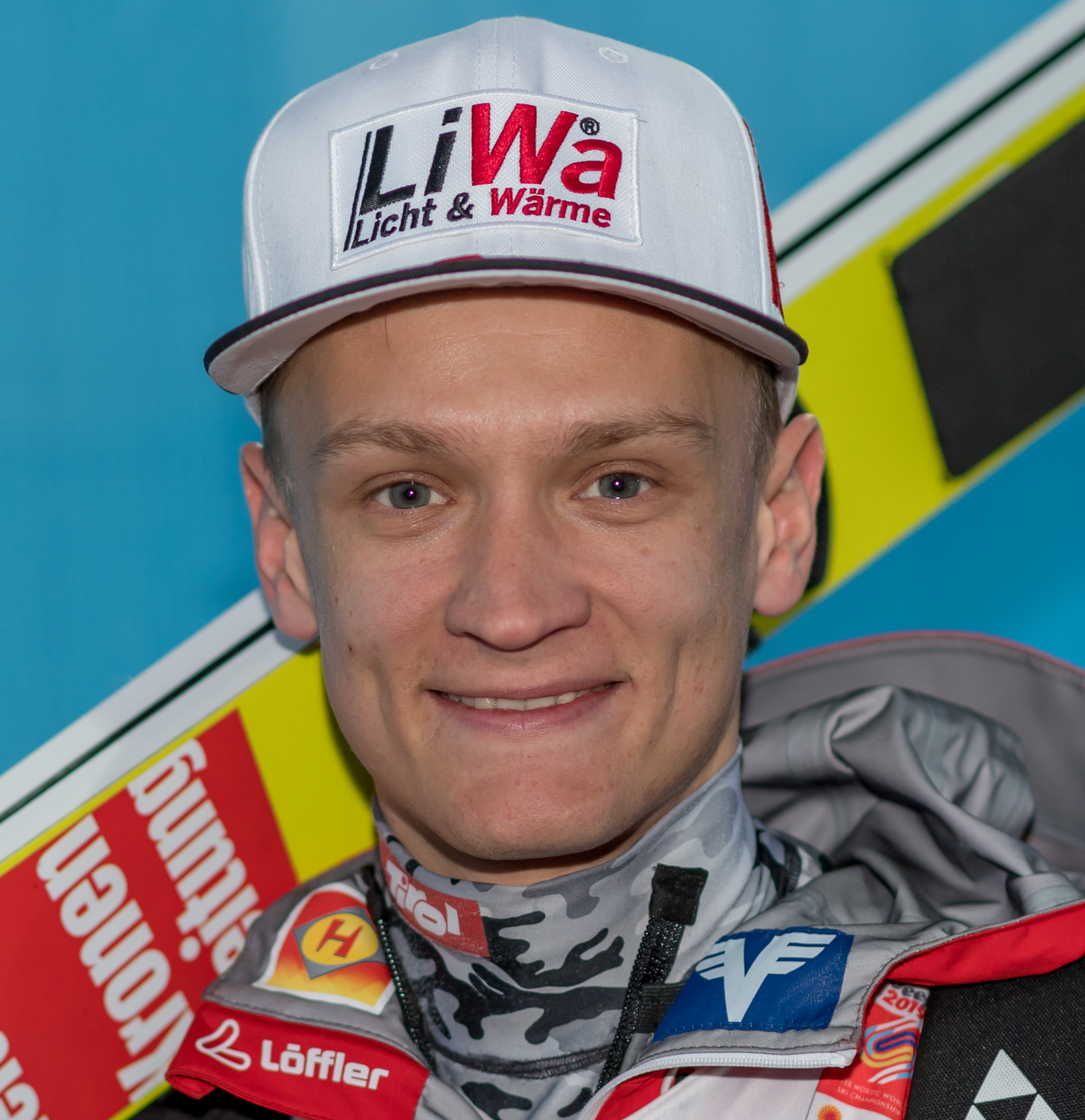
Daniel Huber

## Kalendarz zawodów
| Lp                                            | Data                                          | Miejscowość                                   | HS                                            | Uwagi                                         | 1. miejsce                                                                      | 2. miejsce                                                       | 3. miejsce                                                                                 |
| --------------------------------------------- | --------------------------------------------- | --------------------------------------------- | --------------------------------------------- | --------------------------------------------- | ------------------------------------------------------------------------------- | ---------------------------------------------------------------- | ------------------------------------------------------------------------------------------ |
| 1.                                            | 23 lutego 2024                                | Oberstdorf                                    | HS-235                                        | loty, duety                                   | Słowenia 1. Timi Zajc 2. Domen Prevc                                            | Norwegia 1. Kristoffer Eriksen Sundal 2. Johann André Forfang    | Austria 1. Michael Hayböck 2. Stefan Kraft                                                 |
| 2.                                            | 24 lutego 2024                                | Oberstdorf                                    | HS-235                                        | loty                                          | Timi Zajc                                                                       | Peter Prevc                                                      | Stefan Kraft                                                                               |
| 3.                                            | 25 lutego 2024                                | Oberstdorf                                    | HS-235                                        | loty                                          | Stefan Kraft                                                                    | Peter Prevc                                                      | Ryōyū Kobayashi                                                                            |
| 4.                                            | 16 marca 2024                                 | Vikersund                                     | HS-240                                        | RA, loty                                      | odwołany                                                                        | odwołany                                                         | odwołany                                                                                   |
| 5.                                            | 17 marca 2024                                 | Vikersund                                     | HS-240                                        | RA, loty                                      | Stefan Kraft                                                                    | Daniel Huber                                                     | Domen Prevc                                                                                |
| 6.                                            | 17 marca 2024                                 | Vikersund                                     | HS-240                                        | RA, loty                                      | Daniel Huber                                                                    | Stefan Kraft                                                     | Timi Zajc                                                                                  |
| 7.                                            | 22 marca 2024                                 | Planica                                       | HS-240                                        | P7, loty                                      | Peter Prevc                                                                     | Daniel Huber                                                     | Johann André Forfang                                                                       |
| 8.                                            | 23 marca 2024                                 | Planica                                       | HS-240                                        | P7, loty, druż.                               | Austria 1. Daniel Tschofenig 2. Michael Hayböck 3. Stefan Kraft 4. Daniel Huber | Słowenia 1. Lovro Kos 2. Domen Prevc 3. Timi Zajc 4. Peter Prevc | Norwegia 1. Robert Johansson 2. Benjamin Østvold 3. Marius Lindvik 4. Johann André Forfang |
| 9.                                            | 24 marca 2024                                 | Planica                                       | HS-240                                        | P7, loty                                      | Daniel Huber                                                                    | Domen Prevc                                                      | Aleksander Zniszczoł                                                                       |
| Puchar Świata w lotach narciarskich 2023/2024 | Puchar Świata w lotach narciarskich 2023/2024 | Puchar Świata w lotach narciarskich 2023/2024 | Puchar Świata w lotach narciarskich 2023/2024 | Puchar Świata w lotach narciarskich 2023/2024 | Daniel Huber                                                                    | Stefan Kraft                                                     | Peter Prevc                                                                                |

Legenda:
| zawody indywidualne | zawody drużynowe |

## Skocznie
W tabeli podano rekordy skoczni obowiązujące przed rozpoczęciem Pucharu Świata w lotach narciarskich 2023/2024 lub ustanowione bądź wyrównane w trakcie jego trwania (wyróżnione wytłuszczeniem).
| Zdjęcie | Nazwa skoczni                | Miejscowość | K    | HS    | Rekord skoczni | Rekord skoczni  | Rekord skoczni | Źr.   |
| Zdjęcie | Nazwa skoczni                | Miejscowość | K    | HS    | Odległość      | Rekordzista     | Data           | Źr.   |
| ------- | ---------------------------- | ----------- | ---- | ----- | -------------- | --------------- | -------------- | ----- |
|         | Heini-Klopfer-Skiflugschanze | Oberstdorf  | K200 | HS235 | 242,5 m        | Domen Prevc     | 20.03.2022     | [ 3 ] |
|         | Vikersundbakken              | Vikersund   | K200 | HS240 | 253,5 m        | Stefan Kraft    | 18.03.2017     | [ 4 ] |
|         | Letalnica                    | Planica     | K200 | HS240 | 252,0 m        | Ryōyū Kobayashi | 24.03.2019     | [ 5 ] |

## Klasyfikacja generalna
Stan po zakończeniu Pucharu Świata w lotach 2023/2024.
| Miejsce | Zawodnik                  | Punkty |
| ------- | ------------------------- | ------ |
| 1.      | Daniel Huber              | 429    |
| 2.      | Stefan Kraft              | 426    |
| 3.      | Peter Prevc               | 382    |
| 4.      | Timi Zajc                 | 296    |
| 5.      | Domen Prevc               | 270    |
| 6.      | Ryōyū Kobayashi           | 189    |
| 7.      | Andreas Wellinger         | 174    |
| 8.      | Johann André Forfang      | 172    |
| 9.      | Aleksander Zniszczoł      | 160    |
| 10.     | Michael Hayböck           | 157    |
| 11.     | Daniel Tschofenig         | 147    |
| 12.     | Marius Lindvik            | 122    |
| 13.     | Robert Johansson          | 109    |
| 14.     | Halvor Egner Granerud     | 105    |
| 15.     | Manuel Fettner            | 103    |
| 16.     | Lovro Kos                 | 99     |
| 17.     | Kamil Stoch               | 94     |
| 18.     | Pius Paschke              | 93     |
| 19.     | Erik Belshaw              | 86     |
| 20.     | Piotr Żyła                | 79     |
| 21.     | Ren Nikaidō               | 70     |
| 22.     | Alex Insam                | 61     |
| 23.     | Jewhen Marusiak           | 51     |
| 24.     | Niko Kytösaho             | 47     |
| 24.     | Gregor Deschwanden        | 47     |
| 24.     | Giovanni Bresadola        | 47     |
| 27.     | Philipp Raimund           | 45     |
| 28.     | Jan Hörl                  | 34     |
| 29.     | Stephan Leyhe             | 32     |
| 29.     | Anže Lanišek              | 32     |
| 31.     | Karl Geiger               | 31     |
| 32.     | Junshirō Kobayashi        | 28     |
| 33.     | Kristoffer Eriksen Sundal | 21     |
| 34.     | Tate Frantz               | 15     |
| 35.     | Benjamin Østvold          | 13     |
| 36.     | Maksim Bartolj            | 10     |
| 37.     | Artti Aigro               | 9      |
| 38.     | Noriaki Kasai             | 6      |
| 39.     | Dawid Kubacki             | 5      |
| 40.     | Felix Hoffmann            | 4      |
| 40.     | Žak Mogel                 | 4      |
| 42.     | Antti Aalto               | 3      |
| 43.     | Robin Pedersen            | 1      |